# Velikonočno jajce (mediji)
Velikonočno jajce ali pirh (iz angleškega izraza Easter Egg) je sporočilo, slika ali lastnost, skrita v izvodu medija (običajno digitalnega).
Izraz je prvi uporabil okoli leta 1979 Steve Wright, takratni direktor oddelka za razvoj programske opreme podjetja Atari, za opis skritega sporočila v Atarijevi videoigri Adventure (1980), po tradiciji iskanja skritih pirhov med velikonočnimi prazniki. Prvi znani program, ki je vseboval tako sporočilo, je bil operacijski sistem za računalnik DEC PDP-6/PDP-10 iz leta 1967 ali 1968; če je uporabnik z ukazom »make« želel ustvariti datoteko, poimenovano »love«, mu je ob vnosu »make love« računalnik najprej izpisal besedilo »not war?«. Najzgodnejša znana videoigra, ki je vsebovala tako skrivnost, pa je bil prvi Moonlander iz leta 1973, kjer je igralec našel McDonald'sovo restavracijo, če je letel dovolj daleč.
Vse od časov iger Moonlander in Adventure so velikonočna jajca reden pojav v videoigrah, po obliki segajo od preprostih grafičnih elementov do zelo dodelanih dodatkov.:19 Tako denimo LucasArtsova igra Day of the Tentacle (1993) vsebuje celotno igro Maniac Mansion istega izdajatelja (1987) kot velikonočno jajce, do katerega je možno dostopati prek računalnika v sobi glavnega lika. Širše znana so velikonočna jajca na DVD ali Blu-ray ploščkih s filmi; pri njih pogosto določena kombinacija tipk v menijih vodi do izbrisanih prizorov ali raznih bonusov.
Po mnenju nekaterih avtorjev predstavljajo velikonočna jajca v programski opremi varnostno tveganje in tratenje računske moči, drugi pa pravijo, da gre za zanemarljivo breme za komercialno programsko opremo, ki izboljša moralo programerjev.